# Ричер (ТВ серија)
Ричер (енгл. Reacher) америчка је телевизијска серија коју је створио Ник Сантора за Amazon Prime Video. Темељи се на серијалу романа Џек Ричер аутора Лија Чајлда. Насловну улогу тумачи Алан Ричсон, односно бившег војног полицајца Армије САД који се током својих путовања бори са опасним криминалцима.

## Радња
Џек Ричер, бивши војни полицајац Армије САД, посећује измишљени рурални град Маркгрејв у Џорџији и бива ухапшен због убиства. Након што је ослобођен, удружује се са Оскаром Финлејем и Роскоом Конклином како би истражио огромну заверу са корумпираним полицајцима, политичарима и предузетницима.

## Улоге
| Глумац             | Улога                |
| ------------------ | -------------------- |
| Алан Ричсон        | Џек Ричер            |
| Малколм Гудвин     | Оскар Финли          |
| Вила Фиџцералд     | Роско Конклин        |
| Крис Вебстер       | Кеј-Џеј Клајнер      |
| Брус Макгил        | Гровер Тил           |
| Марија Стен        | Франсес Нигли        |
| Серинда Свон       | Карла Диксон         |
| Шон Сајпс          | Дејвид О’Донел       |
| Фердинанд Кингсли  | А. М.                |
| Роберт Патрик      | Шејн Лангстон        |
| Сонја Касиди       | Сузан Дафи           |
| Џони Бертолд       | Ричард Бек           |
| Роберто Монтесинос | Гиљермо Виљануева    |
| Оливје Рихтерс     | Паул ван Ховен       |
| Брајан Ти          | Франсис Хавијер Квин |
| Ентони Мајкл Хол   | Закари Бек           |

## Епизоде
| Сезона | Сезона | Епизоде | Епизоде | Оригинална објава  | Оригинална објава |
| Сезона | Сезона | Епизоде | Епизоде | Премијера          | Финале            |
| ------ | ------ | ------- | ------- | ------------------ | ----------------- |
|        | 1.     | 8       | 8       | 4. фебруар 2022.   | 4. фебруар 2022.  |
|        | 2.     | 8       | 8       | 15. децембар 2023. | 19. јануар 2024.  |
|        | 3.     | 8       | 8       | 20. фебруар 2025.  | 27. март 2025.    |